# Барсов Тимофій Васильович
Тимофій Васильович Барсов (нар. 23 (6) червня 1836 - 1904 ) - російський державний діяч і правознавець, каноніст. Професор канонічного права, таємний радник. Оберсекретар Святійшого синоду .

## Біографія
Народився 23 (6) червня 1836 року в родині паламаря в Смоленській губернії.
Закінчив Смоленську духовну семінарію (1859) і Санкт-Петербурзьку духовну академію (1863) зі ступенем магістра богослов'я. Був визначений бакалавром цієї академії на кафедрі грецької мови, але в 1865 році переміщений на кафедру церковного законознавства. У 1879 році призначений членом комітету з перетворення судової частини духовного відомства і в тому ж році був затверджений у званні екстраординарного професора по кафедрі законознавства та визначений оберсекретарем Св. Синоду ПРЦ. У 1884 році Барсов був призначений членом і діловодом комісії з питання про влаштування управління церквами і духовенством військового відомства.
31 грудня 1888 удостоєний ступеня доктора канонічного права за дослідження «Про канонічні елементи в церковному управлінні».
З 11 січня 1889, за вислугою 25 років, удостоєний звання заслуженого екстраординарного професора; з 9 квітня 1889 року - дійсний статський радник ; 6 листопада 1889 року обраний і затверджений у званні заслуженого ординарного професора.
Помер 7 ( 20)  січня 1904 року і був похований в Федоровської церкви Олександро-Невської лаври 